# ロダンのココロ
『ロダンのココロ』は、内田かずひろ作の4コマ漫画。『朝日新聞』と『週刊朝日』に1996年から2002年まで連載された。
また、4コマ目が「五・七・五」のロダンの独白となっている『ロダンのココロ句』が、週刊誌『AERA』に2008年から2009年まで連載され、2009年4月から2011年6月まではウェブ上のAERA-net.jpで週1回連載された。
また、“ひと齣”漫画『ロダンのココロンゴ』が、週刊誌『AERA』の「AERA-net.jp（次号予告）」のページに、2011年7月4日号（2011年6月27日発売）から連載されている。
主人公の大型犬であるロダンの視点を中心に人間社会と犬のココロの綾を描いたという作品。特徴は、漫画の上には日付とロダンの顔が描かれており、人間の会話の吹き出しの中は平仮名や片仮名で構成されている。また、ロダンの心情は端の長方形で表される。

## 主要登場人物
ロダン
作品中で唯一名前が分かっているキャラクター。年齢や犬種は不明だが、ラブラドール・レトリバーと思われる。よく自分の飼い主の家族の行動を見て思い違いをする。好きなことは散歩で、嫌いなものは雷や雨（散歩に連れて行ってもらえなくなるから）。
ダンナ
おじょうさんの父親で、オクさんの夫。職はサラリーマン。趣味は野球の試合のテレビ観戦や囲碁、釣り。ロダンに一目置かれる人物。
オクさん
ダンナの妻であり、おじょうさんの母親。ロダンと接する時間が長く、趣味はバーゲンセールでの買い物。
おじょうさん
ダンナとおくさんの娘。年齢は20歳くらいで、会社勤めをしている。父親のダンナには気の合う男性はいないと言うが、クリスマスにマフラーを編むくらいの男友達はいる。